# Депортиво Саприсса
«Депорти́во Сапри́сса» (исп. Deportivo Saprissa) — профессиональный футбольный клуб из города Сан-Хосе, Коста-Рика. Основан 16 июля 1935 года.
«Депортиво Саприсса» является одним из самых успешных клубов в КОНКАКАФ. «Депортиво Саприсса» также является самым успешным клубом в Центральной Америке. Клуб выиграл 31 национальный титул, а также три официальных международных турнира, и десять международных чемпионатов.

## Достижения
- Чемпион Коста-Рики (36): 1952, 1953, 1957, 1962, 1964, 1965, 1967, 1968, 1969, 1972, 1973, 1974, 1975, 1976, 1977, 1982, 1988, 1989, 1993/94, 1994/95, 1997/98, 1998/99, 2003/04, 2005/06, 2006/07, Зим. 2007, Лет. 2008, Зим. 2008, Лет. 2010, Лет. 2014, Зим. 2014, Зим. 2015, Зим. 2016, 2018 Кл., 2020 Кл., 2021 Кл.
- Обладатель Кубка Коста-Рики (8): 1950, 1960, 1963, 1970, 1972, 1976, 2013
- Обладатель Суперкубка Коста-Рики (1): 1963
- Победитель Лиги чемпионов КОНКАКАФ (3): 1993, 1995, 2005
- Бронзовый призёр Клубного чемпионата мира (1): 2005

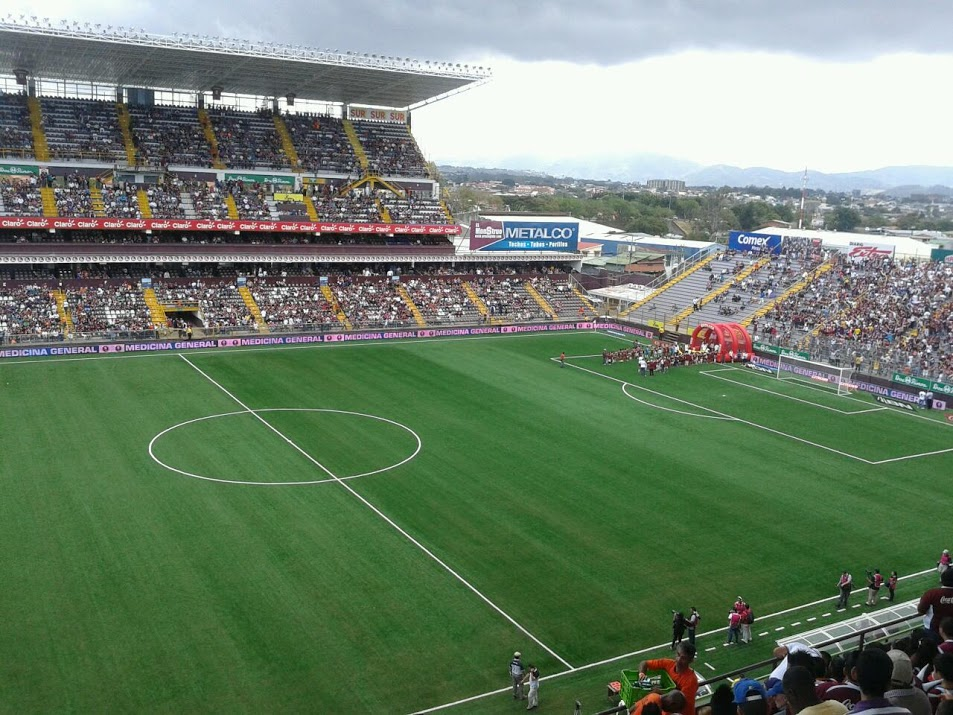
Стадион Рикардо Саприсса

- Стадион Рикардо СаприссаПобедитель Клубного кубка UNCAF (5): 1972, 1973, 1978, 1998, 2003 (единственный клуб, завоевавший его под всеми тремя наименованиями — «Турнир Фратернитад», «Турнир грандов Центральной Америки» и «Клубный кубок UNCAF»).

## Известные тренеры
- Алешандре Гимарайнс
- Марвин Родригес
- Хорхе Ольгин
- Рауль Бентанкор
- Хулио Сесар Кортес